# Csúcshegy
Csúcshegy (egybeírva) Budapest egyik városrésze a III. kerületben. Nevét a városrész délnyugati részén magasodó Csúcs-hegyről kapta.

## Fekvése
A Hármashatárhegy északi, Solymári-völgy felöli lejtőjén helyezkedik el, a főváros közigazgatási határa és Harsánylejtő között. Alatta húzódik Solymárvölgy, a szemközti részen pedig Ürömhegy.
Határai: Solymárhegyi út Budapest határától  –  Kocsis Sándor út  –  János-bogár út  - a II. és a III. kerület közigazgatási határa - Budapest határa a Solymárhegyi útig.

## Történelem
A Csúcs-hegy, a Hármashatár-hegy és a szemben elhelyezkedő Üröm-hegy, Arany-hegy, Péter-hegy lábazatai (szoknyái), összefoglaló néven a Solymárvölgy az 1700-as évektől jó hírű budai bor termőhelye volt, amit a „braunhaxlerek”, az óbudai svábok műveltek, kapáltak; innen eredt a név: annyit kapáltak, hogy mindig barna volt a lábuk. A filoxéra 1876-ban tönkretette az egész környék szőlőtermelését és Óbudát is nyomorba döntötte. Amikor még művelték a szőlőt, a terület legnevezetesebb bora a siller volt, ami sem nem fehér, sem nem vörös, hanem rózsaszínes árnyalattal rendelkezett. Nemcsak az óbudai kocsmákat, hanem még a józsefvárosiakat is innen látták el. Az 1960-2000 közötti újratelepítésből megállapítható, hogy igen jó bor volt. Most a klímaváltozás miatt ismét elpusztultak a szőlők.
Csúcshegy már a történelmi idők előtt is lakott volt. A római fennhatóság idején mezőgazdasági munkával, valószínűleg szőlőgazdálkodással foglalkoztak a helyiek. Két akkori majorság helyén ún. római villák és szentély romjait tárták fel. Az egyik, Óbudaörs, azon ritka települések egyike, ahol kimutatható az ókortól egészen Buda 1551-es török megszállásáig a lakottság folyamatossága. Aquincum a királyné városa volt, azelőtt Bleda és Attila városa, itt vezetett a római kőút, tehát Óbudaörs részben katonai feladatokból, részben szállásadásból élt meg.[forrás?] A törökök kiűzése után viszont a falu nem épült újjá, mert a vízellátó forrás elapadt, a falu tava eliszaposodott; ez ma a Római Kútnál megtekinthetően a föld alatt van. A szomszédos Gercse falu szerencsésebb volt, forrása bár elvándorolt, megtalálták és most Pesthidegkútként ismerjük.
A terület nevét adó Csúcs-hegy mellett Buda felé a Virágos-nyereg (Közlegelő), a testvérhegyi, hármashatárhegyi lakóterületek találhatóak, valamint a Tábor-hegy, ahol korábban a borpincék voltak. A városrész területén, annak legészakibb részén található még a Rozália téglagyár, amelyet az 1950-es évek elején csatoltak Solymártól Budapesthez, és azon kevés magyarországi téglagyár közé tartozik, ahol az ezredfordulót követő évtizedekben is zajlott – illetve jelenleg is zajlik – a termelés.
Jelenleg a Csúcshegy családi ház-építési tartalékterület, 3%-os beépíthetőséggel. A telkeken főleg gazdasági épületek állnak. A tervek szerint az 5-8. dűlőkben a jelenlegiek mellett nagytelkes, önellátó (víz, gáz nem kiépített) farmházak építhetők. Az 1-3. dűlők családi ház-építési tartalékterületek, jelenleg[mikor?] 15 évre zárolva.[forrás?] Az egész hegyoldal csúszásba lendült, ami miatt a hatóság sorozatosan egyes utak lezárására kényszerül. Emiatt és a közműellátottság hiányosságaiból eredően alacsonyak az ingatlanárak. 2012-ben vált le róla a szomszédos Harsánylejtő.